# Aly Zaker
Aly Zaker (División de Chittagong, 6 de noviembre de 1944-Daca, 27 de noviembre de 2020) fue un actor, empresario, cineasta y escritor bangladesí quien era propietario de  la compañía Asiatic Marketing Communications Limited (división de la agencia de publicidad Asiatic 3Sixty) y participó en la Guerra de Liberación de Bangladés de 1971 como miembro del movimiento Mukti Bahini. 
Fue uno de los fideicomisarios del Museo de la Guerra de Liberación en Daca y en 1999 recibió el prestigioso premio Ekushey Padak otorgado por el Gobierno de Bangladés, segundo reconocimiento civil más importante del país asiático. Murió en el Hospital Unido de Daca a las 6:45 de la mañana del 27 de noviembre de 2020 luego de estar siendo tratado como consecuencia del COVID-19.

## Biografía

### Primeros años
Zaker nació en la división de Chittagong, ubicada en la zona sureste de Bangladés, y pasó parte de su infancia en el zila de Kushtia. Su padre Muhammad Taher era un funcionario de alto rango del gobierno (Magistrado de Distrito) y su madre Rezia Taher era una ama de casa. Experimentó la diversidad cultural viviendo en diferentes lugares desde su temprana infancia, ya que su padre se desempeñaba en un trabajo gubernamental transferible. Pasó su primera infancia en los distritos de Kushtia y Madaripur y más tarde se mudó con su familia a la localidad de Khulna, donde vivió durante un par de años hasta su traslado definitivo a la capital Daca.

### Carrera
Zaker era famoso por su actuación teatral, con una carrera que abarcó alrededor de cinco décadas. Fue miembro fundador del grupo de teatro Nagorik, donde trabajó junto con su esposa Sara Zaker y el célebre actor y político Asaduzzaman Noor desde la década de 1970. Paralelo a su notable carrera en las tablas, Zaker registró apariciones en el cine y la televisión de su país, destacándose su participación en producciones como Agami, Nodir Naam Modhumoti y la serie de televisión Bohubrihi, que gozó de una amplia popularidad en Bangladés y en la que compartió reparto con figuras como Abul Hayat, Aleya Ferdousi, Lutfun Nahar Lata y el mencionado Asaduzzaman Noor.
En 2018 desempeñó el papel principal en una adaptación al idioma bengalí de la obra de Bertolt Brecht de 1943, La vida de Galileo. Zakar interpretó el papel del polimateco del siglo XVII, Galileo Galilei, junto con Asaduzzaman Noor, que interpretó varios papeles secundarios. La obra tuvo un número limitado de representaciones en Bailey Road de Daca y se convirtió en una de las últimas apariciones del actor en su carrera.

### Plano personal y otros proyectos
Estuvo casado con Sara Zaker, quien también es una personalidad de los medios, empresaria y activista social. Juntos tuvieron dos hijos: Iresh Zaker y Sriya Sharbojoya. Tanto Iresh como Sriya trabajan en Asiatic Marketing Communications Limited como director ejecutivo y gerente de comunicación de marca, respectivamente, mientras que Sara es la subdirectora general de la compañía.
Zaker era el presidente del grupo de Asiatic 3Sixty, una agencia de publicidad de Bangladés que incluye a las compañías Asiatic Marketing Communications Ltd, Talkingpoint, MEC (agencia de medios), Maxus, Asiatic Mindshare, ForthoughtPR, Dhoni Chitra Ltd, 20 Miles, Nayantara Communications, Asiatic Events Ltd, Moitree Printers Ltd. y MRC-Mode Ltd.

### Enfermedad y fallecimiento
Zaker falleció en la mañana del 27 de noviembre de 2020 a los setenta y seis años en el Hospital Unido de la ciudad de Daca, víctima del COVID-19. Al tratarse de un paciente con problemas cardíacos y que venía luchando durante cuatro años contra el cáncer, fue internado el 17 de noviembre, y su situación fue empeorando con el paso de los días. Su hijo Iresh Zaker manifestó en su cuenta oficial de Facebook: "Estamos agradecidos a todos los que lo mantuvieron en sus oraciones... Su namaz-e-janaza se celebrará después de las oraciones de Asr hoy en el cementerio de la mezquita de Banani".

## Filmografía destacada

### Televisión
- Pathar Shomoy
- Bohubrihi
- Aaj Robibar
- Nitu Tomaye Bhalobasi
- Ekdin Hothat
- Nokkhotrer Raat

### Teatro
- Dewan Gazir Kissa
- Acholayatan
- Chhayanaut
- Kanthal Bagan

### Cine
- Agami
- Nodir Naam Modhumoti
- Brishtee
- Rabeya